# ミミララ未来
『ミミララ未来』（ミミララみらい）は、hy4_4yhによる1枚目のシングル。2008年5月3日発売。発売元はザ・レーベル。

## 収録曲
1. ミミララ未来（5:05）
作詞・作曲：江崎マサル
2. サクライブキ（5:39）
作詞・作曲：江崎マサル
3. JOIN (2008ver.)（5:33）
作詞・作曲：江崎マサル